# Jean-Baptiste Bruant
Jean-Baptiste Bruant, né le 24 avril 1961 à Paris, est un artiste plasticien français.  

## Biographie
Jean-Baptiste Bruant est un artiste aux pratiques multiples, de la performance, qu'il préfère appeler "action" aux installations, écriture textuelle et sonore, vidéo, etc. 
Après la création d'un groupe de rock'n roll au début des années 1980 "les corps caverneux" qui signe avec le label Reflexes, Jean-Baptiste Bruant se tourne vers les arts plastiques.  
Représenté par notamment Anne de Villepoix au début des années 1990, mais aussi Alain Gutharc, Maureen Paley à Londres, Il participe notamment à l'exposition internationale Sonsbeek'93 aux Pays-Bas en 1993.
Il collabore avec Maria Spangarodès 1991 dans de nombreuses "actions". Après avoir été lauréat de la Villa Kujoyama au Japon en 1999, ils signent ensemble de nombreuses pièces et actions sous le nom "bruant&spangaro"
Plusieurs de ses pièces ont été acquises par des institutions comme le Fonds national d'art contemporain, plusieurs Fonds régionaux d'art contemporain.

## Biographie sélective

### Expositions principales
- say na na say exposition personnelle, Hôpital éphémère, Paris, 1991
- Ateliers 92, ARC, Musée d'Art moderne de la ville de Paris, Paris, 1992
- Biennale de Dakar, Sénégal, 1992
- Frac Languedoc-Roussillon,exposition personnelle et action, Montpellier, 1994
- Biennale de Venise 1995 Histoire de l’infamie, exposition proposée par Jean-Yves Jouannais, Italie et  Frac Centre, France, 1995
- Biennale d'Istanbul proposition de René Block, Istanbul, Turquie 1995
- passage de la position couchée à la position debout galerie du jour agnès b Paris, 1996
- Toxic gallery, Luxembourg 1996
- Coïncidences, carte blanche à André Magnin Fondation Cartier pour l'art contemporain, Paris, 1997
- L’empreinte, proposition de  Georges Didi-Huberman, Centre national d'art et de culture Georges-Pompidou, Paris, 1997
- Art Chicago , galerie du jour, Chicago, États-Unis 1998
- action et exposition, Paris en création, Bunkamura, Tokyo, Japan, 1999
- la Beauté , Clos des Trams Avignon, Jean de Loisy, 2000
- un rêve - en marchant avec précaution, Kyoto Art Center, Japon, 2000
- luci loci lanu Festival Montpellier Danse, 2002
- luci loci lanu mvt 1, 2 et 3 et 4 et avec Christian Biecher relief pétales rue Dieu, agnès b, Paris 2003
- murmur, shoes and fracture centre d'art contemporain, Pougues-les-eaux (jean-baptiste bruant, frédéric lormeau, maria spangaro) 2004
- lucilocilanu the 4 Bangkok Experimental Film Festival 2005, Bangkok, Thaïlande 2005
- refroidissement et réchauffement en juillet, proposition de yvon nouzille,vague scélérate, jardin et vidéo, musée zadkine, paris 2006
exposition collective "presque rien" living art museum Reykjavik, Islande, 2007
- exposition personnelle toxic galerie Luxembourg 2007
- griffes, fourreaux, fourrure galerie du jour, agnès b, 2008
- exposition collection Agnès b. Berlin Allemagne 2009
- lucilocilanu le printemps de septembre, toulouse, 2010
- exposition Mac's le grand Hornu je suis seul, avec vous Belgique 2011
- Centre européen d'actions artistiques contemporaines strasbourg "doppelgänger/les séparés", invitation de vincent romagny, 2012[11]
- bâillement des grands méats / apparitions incongrues de tigre dédiée à yvon nouzille - galerie du jour agnès b, Paris France 2013
- exposition collective galerie air de paris Pétrone/Pétrole curator vincent romagny 2013
- exposition objets en tous sens, pensés, repensés LAC, Sainte-Marie-aux-Mines 2015
- L'image", group show Francesca Pia Gallery Zurich, Suisse 2016
- "A beautiful elsewhere" Fondation Cartier pour l'art contemporain à Shangai - Power Station of Art "Dessine-moi un drapeau" 2018-2019

### Actions principales
- gentil, pas gentil, méchant, voire très méchant   action , proposition de Andrée Putman, Parcours privés, Paris,  1992
- Sonsbeek’93, Arnhem, Pays-Bas, 1993
- bruit de fond Wild at Heart, galerie Jousse-Seguin et galerie Chez Valentin 1996
- tinetène , action ,  galerie Chez Valentin, Paris, 1997
- musique agglutinative  action  galerie Alain Gutharc, Paris, 1997
- musique agglutinative et phrases filantes Les Soirées Nomades, Fondation  Cartier, Paris, 1997
- recherches podologiques , Art festival ,Tachikawa,  Japon 1999
- musique agglutinative, Bunkamura, Tokyo, Japan 1999
- luci loci lanu, avec Alain Buffard, Isabel Soccoja, Marie-Eve Mestre, La Criée, Rennes et rue Dieu, agnès b, Paris, 2002_2003
- murmur, shoes and fracture , Pougues-les-eaux (jean-baptiste bruant, frédéric lormeau, maria spangaro) 2004
- action vague scélérate, podium moderne 4 invitation d'arnaud labelle-rojoux,dunkerque 2006
- swimming elephant  "lectures performées" , fondation d'entreprise Ricard, Paris, 2009
- action-ondulation filmée par Arte, le printemps de septembre, 2010
- action touche de la bouche - flamme, galerie du jour, agnès b, 2013
- action touche de la bouche - coton galerie du jour, agnès b, 2013
- action vavavavoum au MAC Marseille 2014
- action vavavoum Grau2nacht, Nicolas Moulin, le Générateur, Gentilly, 2015

### Autres
- les corps caverneux, concerts, édition single et compilation label Reflexes, EMI 1984[12]
- Mortes lunes, recueil de poèmes. le Méridien éditeur (maria spangaro) 1987[13]
- publications dans les revues Vagabondages et Phréatique 1987- 1992 (maria spangaro)
- Perdre. “livre-objet” série limitée. éditions pdf - philippe di folco (maria spangaro) 1994
- balayage mental dans le cadre des recherches podologiques et cosmologiques collection édition livre+CD+vidéo Frac Rhône Alpes 1994[14]
- résidence à la Villa Kujoyama, Kyoto, Japon, 1999-2000[15]
- catalogue Jean-Baptiste Bruant édité aux éditions HYX, textes de Mathieu Capel, Jean-Pierre Rehm, Larys Frogier
- dispositif sonore pour écouter radicalement les anges édition d'un double CD,  cneai/les presses du réel. 2005[16]
- french connexion léa Gauthier Blackjack éditions article Catherine Francblin 2008[17]
- KIOSK édition no 26 on line (édité par clémentine roy) 2011[18]
- édition papier KIOSK 2013[19]
- magazine STANDARD no 41 été 2014 Numéro duos entretien 2014
- édition double vinyle ceaac Vincent Romagny doppeldoppelgänger / ou a o oum 2015[20]
- résidence (aide à la création du Centre national des arts plastiques) Yogyakarta, Java, Indonésie 2016-2017